# Eugenia villae-novae
Eugenia villae-novae är en myrtenväxtart som beskrevs av Hjalmar Frederik Christian Kiaerskov. Eugenia villae-novae ingår i släktet Eugenia och familjen myrtenväxter. Inga underarter finns listade i Catalogue of Life.